# Léo Delibes

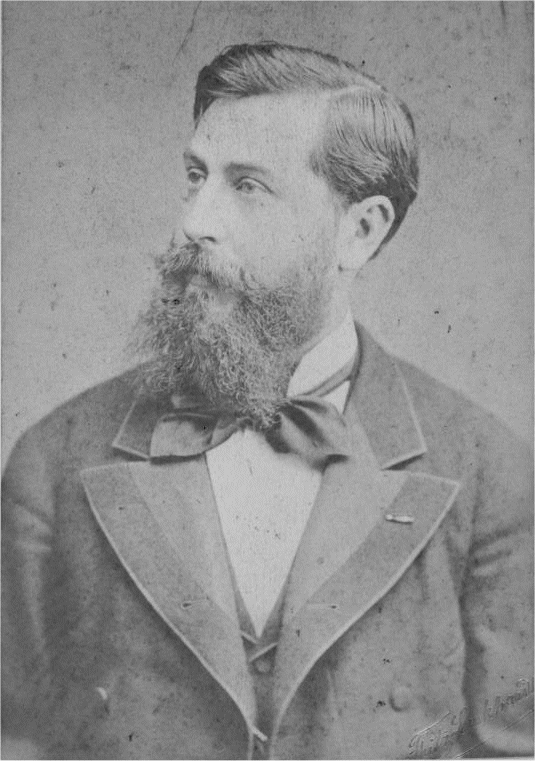
Léo Delibes, Foto aus der Sammlung der Johann Wolfgang Goethe-Universität

Léo Delibes [də'lib] oder Clément Philibert Léo Delibes (* 21. Februar 1836 bei Saint-Germain-du-Val (Département Sarthe); † 16. Januar 1891 in Paris) war ein französischer Komponist. Mit seiner einprägsamen Melodik, rhythmischen Brillanz und funkelnden farbigen Orchestrierung zählte er zu den beliebtesten Bühnenkomponisten der Romantik. Er belebte die Ballettkunst wie seit seinem Landsmann Jean-Philippe Rameau niemand mehr, trat aber auch mit einigen Opern hervor. Daneben schuf er Kirchenmusik und Lieder.

## Leben
Der Sohn eines Postboten und einer musisch begabten Mutter studierte seit 1848 am Pariser Konservatorium, unter anderem bei Adolphe Adam. Anschließend war er Organist an verschiedenen Kirchen und Korrepetitor am Théâtre-Lyrique, ab 1865 zweiter Chordirektor an der Pariser Oper. Sein Debüt als dramatischer Komponist hatte er 1855 mit der einaktigen Operette Deux sous de charbon gegeben.
Ein erster großer Erfolg war seine Musik zu dem Ballett La Source, die er 1866 in einer Gemeinschaftsproduktion mit Léon Minkus komponierte. Dies führte zu einer weiteren Zusammenarbeit mit dem Choreografen Arthur Saint-Léon, für den er die Ballettmusik zu Coppélia (nach E. T. A. Hoffmanns Erzählung Der Sandmann)  schrieb, das 1870 an der Pariser Oper mit triumphalem Erfolg uraufgeführt wurde. 1871 heiratete er die Schauspielerin Léontine Estelle Denain. Seine Stellung an der Oper gab er 1872 auf. 1881 wurde er Professor für Kompositionslehre am Pariser Konservatorium. Am 14. April 1883 fand an der Pariser Opéra-Comique die Uraufführung seiner Oper Lakmé statt, die später weltweit die Spielpläne der Opernhäuser eroberte. 1884 wurde er zum Mitglied der Académie des Beaux-Arts gewählt.
Er wurde auf dem Pariser Friedhof Montmartre beigesetzt.

## Wirken
Delibes beeinflusste Komponisten wie Tschaikowski, Saint-Saëns und Debussy. Tschaikowski schrieb 1877 aus Wien in einem Brief an seine Mäzenin N. F. von Meck: „Neulich habe ich die in ihrer Art geniale Musik des Balletts Sylvia von Delibes angehört. (...) Der Schwanensee ist dummes Zeug gegen Sylvia“

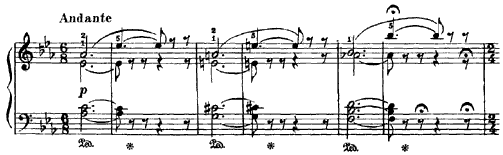
Die ersten Takte des Pizzicato aus Sylvia

Seit 2008 trägt der Asteroid (23937) Delibes seinen Namen. In der Stadt Clichy-la-Garenne gibt es seit 2009 das Conservatoire Léo Delibes, für das der Architekt Bernard Desmoulin preisgekrönt worden ist. 
Delibes’ nach Spanien ausgewanderter Bruder Michel war der Großvater des Schriftstellers Miguel Delibes.

## Werke
- La Source, Ballett, 1866 (mit Léon Minkus; deutsch auch Naila, die Quellenfee)
- Coppélia ou La Fille aux yeux d’émail, Ballett, 1870
- Le roi l’a dit, Opéra-comique, 1873
- Sylvia ou La Nymphe de Diane, Ballett, 1876
- Nivelle, Opéra-comique, 1880
- Lakmé, Opéra-comique, 1883[3]
- Kassya, Opéra-comique (unvollendet; fertiggestellt und orchestriert von Jules Massenet, 1893)

## Weblinks

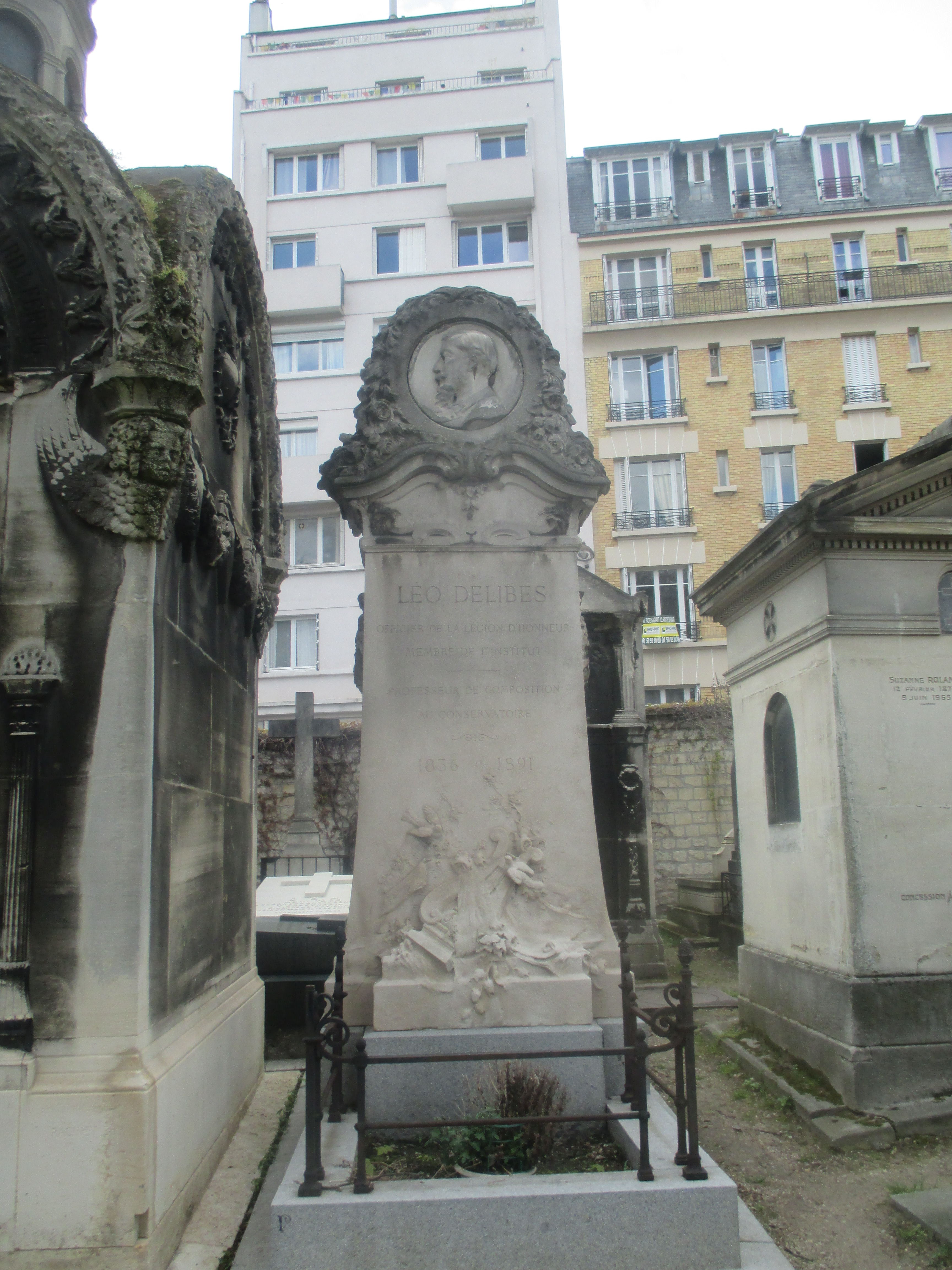
Grab in Paris (Cimetière de Montmartre).